# Claire Weekes
Dr. Hazel Claire Weekes (11 april 1903 – 2 juni 1990) was een Australische bioloog en huisarts die bekend is als pionier op het gebied van de behandeling van angst. Van haar eerste en bekendste boek ‘Self-help for your nerves’ (1962) (Amerikaanse editie met als titel ‘Hope and Help for Your Nerves’ uit 1969) werden meer dan 300.000 exemplaren verkocht. Het boek is vertaald in veertien talen, waaronder in het Nederlands onder de titel ‘Blijf uw zenuwen de baas’ (1965). In 1972 verscheen in Nederland ‘Breng uw zenuwen tot rust’, de Nederlandse vertaling van ‘Peace from nervous suffering’.

## Biografie
Claire Weekes was naast huisarts en schrijfster over gezondheid aanvankelijk ook wetenschappelijk onderzoekster op het gebied van het voortplantingssysteem bij hagedissen. Naast haar bekendste boek "Hope and Help for Your Nerves", schreef ze ook boeken over omgaan met paniek en agorafobie. Ze maakte 4 keer per jaar nieuwsbrieven die met name naar Engeland, de Verenigde Staten en Europa werden gestuurd.

## De ontwikkeling van haar methode
Haar fascinatie voor angst ontstond omdat ze zelf leed aan zeer acute angst na een (onjuiste) diagnose tbc. Hierdoor werd ze voor langere tijd opgenomen in een herstellingsoord. Toen ze met een bevriende soldaat, die had meegevochten in de Eerste Wereldoorlog, haar angsten besprak, herkende hij die bij medesoldaten. Van hem leerde ze dat acceptatie van deze angsten een belangrijke sleutel was in het omgaan met angsten. Dat gaf Weekes de eerste aanwijzing voor een eigen methodiek, die ze vervolgens verder ontwikkelde en die daarna door vele andere experts is overgenomen. Claire Weekes gebruikte bewust de term ‘angststoornis’ niet, maar sprak over zenuwen. Deze zenuwen waren volgens haar niet gestoord, maar waren door langdurige stress of lichamelijke ziekte zeer gevoelig geworden. Omdat ze begreep dat patiënten met deze klachten heel gevoelig waren voor informatie die gemakkelijk als verontrustend kon worden begrepen, koos ze haar woorden heel zorgvuldig. Een belangrijk onderscheid dat zij maakte was het verschil tussen first fear en second fear. First fear is de eerste reactie van het lichaam op gevaar. Omdat deze reactie zo overweldigend kan zijn, zeker wanneer iemand langdurig blootgesteld is geweest aan stress of herstellende is van een ziekte, kan er angst ontstaan voor de angst zelf. Dit noemde zij second fear en zag zij als oorzaak van het probleem. Mensen bleven angstig vanwege de ervaring van overweldigende angst die zij hadden ervaren. Het willen voorkomen van dit angstige gevoel leidde tot vermijding en vluchten. Claire Weekes meende dat dit het kernprobleem was en dat patiënten moest worden geleerd op welke wijze zij om moesten gaan met de neiging tot vluchten en vermijding.
Beknopt bestaat haar methode, die zij overigens niet aan haarzelf toeschrijft, maar aan de wijze waarop de natuur werkt, uit 4 concepten.
Facing Confronteer jezelf met datgene waar je bang voor bent (m.a.w. Exposure). Ga het niet uit de weg.
Accept Accepteer alle gevoelens en gedachten die de confrontatie met het gevreesde opwekken.
Float (drijf, zweef). Ga de confrontatie en je angsten aan waarbij je het lichaam zo ontspannen mogelijk houdt. Je stopt met je innerlijke verzet en geeft je als het ware over. Het gaat hierbij niet om een ontspanningsoefening. Floating is actiegericht. Het gevreesde wordt aangegaan en degene geeft zich eraan over. Geen innerlijk verzet, maar meestromen en gelijktijdig accepteren van de angstige gewaarwordingen.
Letting time pass. Geef het de tijd. Angst is vaak een gewoonte geworden en het lichaam heeft tijd nodig om met minder stress te reageren. Haast hebben geeft spanning en werkt contraproductief.
De kracht van haar boeken en methode zit hem in haar persoonlijke en empathische gerichtheid naar de lezer, haar zorgvuldige woordkeuze (Maw de lezer wordt niet verontrust door haar verhalen), haar humor en de praktische toepassing van de concepten. Zoals ze zelf zegt: ‘De methode is simpel, maar niet gemakkelijk’. Ze beschrijft haar methode ook wel als ‘the hard way’.
Tegenwoordig heeft haar aanpak het meeste raakvlakken met Acceptance and Commitment Therapie. Een belangrijk onderscheid met klassieke CGT is dat deze gericht is op het zich ontdoen van de klachten en het rechtstreeks uitdagen van gedachten. Claire’s methode bestond o.a. uit het volledig accepteren van de klachten en niet uit het zoeken van bewijzen tegen bepaalde gedachtes. Zij meende dat je gedachtes volledig moest accepteren, maar niet meer gewicht moest geven dan dat het gedachtes waren. ‘Only thoughts in a tired mind’.